# جايسون سيكول
جايسون سيكول (بالإنجليزية: Jason Seacole)‏ هو لاعب كرة قدم بريطاني، ولد في 10 أبريل 1960 في أكسفورد في المملكة المتحدة. لعب مع أكسفورد يونايتد وويكمب وندررز.